# Lophosmilia cenomana
Espèce
Synonymes
- Caryophyllia cenomana Michelin, 1845[2]

Lophosmilia cenomana est une espèce éteinte de corail de la famille des Caryophylliidae.